# Facundo Martínez
Facundo Martínez, vollständiger Name Facundo Martín Martínez Montagnoli, (* 2. April 1985 in Buenos Aires) ist ein argentinischer Fußballspieler, der auch die ecuadorianische Staatsbürgerschaft besitzt. Seit 2009 steht er in Ecuador bei Universidad Católica unter Vertrag.

## Karriere
Der 1,79 Meter große Mittelfeldakteur Martínez absolvierte im Torneo Clausura 2005 einen fünfminütigen Kurzeinsatz beim argentinischen Klub CA River Plate. Er gehörte in der Apertura 2006 und der Clausura 2007 dem Kader des seinerzeitigen uruguayischen Zweitligisten Club Atlético Atenas an. Es folgte in der Saison 2007/08 eine Station bei den Montevideo Wanderers in der Primera División. In der Spielzeit 2008/09 stand er in Reihen der Rampla Juniors und erzielte ein Erstligator.
Anschließend wechselte er 2009 nach Ecuador zu Universidad Católica. In jenem Jahr bestritt er in der Serie B 35 Partien und schoss sieben Tore. 2010 folgten fünf Einsätze in der Serie A ohne persönlichen Torerfolg. Schon in den beiden Folgejahren spielte er mit dem Klub jedoch wieder zweitklassig und erzielte 2011 sechs und 2012 zehn Saisontore. Nachdem der Verein wieder in die Serie A zurückgekehrt war, absolvierte er 2013 38 Erstligabegegnungen und traf viermal ins gegnerische Tor. Auch in den folgenden Jahren konnte er sich bei dem Erstligisten als Stammspieler durchsetzen und nahm mit der Mannschaft regelmäßig auch an der Copa Sudamericana oder der Copa Libertadores teil. 2016 und 2017 verpasste er verletzungsbedingt jeweils große Teile der Saison, erhielt aber nach seiner Rückkehr erneut einen Stammplatz. Seit 2022 ist er Mannschaftskapitän.